# Driss El Akchaoui
Driss El Akchaoui (Dordrecht, 20 mei 1983) is een voormalig Nederlands voetballer die als middenvelder speelde. Na zijn spelersloopbaan werd hij voetbaltrainer.
Hij begon met voetballen in de jeugd bij VV Alblasserdam en kwam hierna in de jeugdopleiding van Feyenoord, Na een seizoen in het belofte elftal van Feyenoord gevoetbald te hebben, kreeg hij een contract aangeboden van RBC. Zijn contract bij RBC werd niet verlengd, waarna hij bij de amateurs van VV Spijkenisse ging spelen. Daar viel hij op en ging in 2004 naar FC Utrecht waar hij aanvoerder was van Jong FC Utrecht. In het seizoen 2005/06 verhuurde Utrecht de verdediger aan AGOVV Apeldoorn. Bij AGOVV speelde hij 30 wedstrijden (2 doelpunten). In de zomer van 2006 werd hij overgenomen door Helmond Sport.
In de voorbereiding van het seizoen 2006/07 kreeg El Akchaoui hartproblemen. Hierdoor zette hij in januari 2007 een punt achter het spelen van betaald voetbal. Wel bleef hij actief als amateur en sinds de zomer van 2007 speelde hij bij DOTO. In het seizoen 2010/2011 speelde hij voor vv Capelle en in het seizoen 2011/12 RVVH.
In de tussentijd was hij assistent trainer bij IFC en in 2011 liep hij stage bij de A1 van NAC Breda. In het seizoen 2012/13 was hij assistent bij RVVH. Vanaf 2013 is hij hoofdtrainer van DRL. In het seizoen 2017/18 traint hij Alexandria '66. In het seizoen 2018/19 start hij als hoofdtrainer bij ZVV Pelikaan uit Zwijndrecht. Met ingang van het seizoen 2021/2022 is hij hoofdtrainer bij SV Slikkerveer uit Ridderkerk.
Driss El Akchaoui is de broer van voetballer Youssef El Akchaoui.